# نبتالي غونزاليس
نبتالي غونزاليس (بالإنجليزية: Neptali Gonzales)‏ (و. 1923 – 2001 م) هو سياسي من الفلبين . تولى منصب رئيس مجلس الشيوخ في الفلبين (1 يناير 1992–30 يونيو 1992) .
توفي في ماكاتي .
| المناصب السياسية    | المناصب السياسية                        | المناصب السياسية   |
| ------------------- | --------------------------------------- | ------------------ |
| سبقه جوفيتو سالونغا | رئيس مجلس الشيوخ في الفلبين 1992 - 1992 | تبعه ادغاردو عنجرة |
| سبقه ادغاردو عنجرة  | رئيس مجلس الشيوخ في الفلبين 1995 - 1996 | تبعه ارنستو ماسيدا |
| سبقه ارنستو ماسيدا  | رئيس مجلس الشيوخ في الفلبين 1998 - 1998 | تبعه مارسيلو فرنان |